# Himmel och pannkaka (TV-serie)
Himmel och pannkaka är en svensk TV-serie i sex delar från 1977. Serien handlar om barnen Mattis, Ninna och Svenne Jönsson som lånar ett flygplan och företar resor med olika mål. Ingemar Leijonborg regisserade och producerade serien. Himmel och pannkaka har visats i SVT 1977 och 1979. Titelmelodin framfördes av Tommy Körberg.

## Rollista
- Lars Söderdahl – Mattis
- Ninna Lindström – Ninna
- Bjarne Selin – Svenne Jönsson
- Siv Ericks – Margareta Ekholm
- Sven Lindberg – Simonsson
- Gunilla Thunberg – Kristina Ekholm
- Tomas von Brömssen – Nisse

## Avsnitt
1. Sju blomster
2. Rymningen
3. En öde ö
4. Söderut!
5. Den som gapar efter mycket
6. Nisse!

## Inspelning
Serien spelades in under sommaren 1975. Gatan och innergården där barnen befinner sig är Teknologgatan 9 i Vasastan, Stockholm. Brandmursmålningen som syns i bakgrunden revs år 1980.